# Люття (МАПП)
|  |

|  |

|  |

|  |

|  |

|  |

|  |

|  |

Лю́ття — один из многосторонних автомобильных и железнодорожных пунктов пропуска через Российско-финляндскую границу на территории Костомукшского муниципального округа Республики Карелия. Входит в сферу деятельности Карельской таможни.

## Общие сведения
Расположен в 35 км от города Костомукша. Название связано с протекающей вблизи речкой Люття-йоки.
Открыт в 1960-х годах. С середины 1970-х годов действовал как временный пункт пропуска КГБ СССР для финских граждан, работавших на строительстве Костомукшского ГОКа.
С 1992 года пункт пропуска имеет статус международного — для всех гражданств.
Проектная пропускная способность — до 300 автомобилей в сутки.
Сопредельный пункт пропуска на территории Финляндии — Вартиус (фин. Vartius) (муниципалитет Кухмо).